# Modella di lusso
Modella di lusso (Vogues of 1938) è un film del 1937 diretto da Irving Cummings. Il film ha ricevuto due candidature agli Oscar come miglior scenografia e musica.

## Trama
Un'ereditiera lascia il suo noioso fidanzato per fare la modella e ben presto si trova innamorata del padrone della casa di moda che l'assume, se non fosse che lui è sposato. Il poveretto ha però i suoi grattacapi, la moglie infatti ha ambizioni artistiche che lo portano a investire troppi soldi. Ma tutto finirà per il meglio, lui la lascerà e sposerà la sua giovane modella.

## Produzione
Il film fu girato a New York, dal 15 marzo al maggio 1937, prodotto dalla Walter Wanger Productions.

## Distribuzione
Presentato in prima a New York, dove era stato girato, il 19 agosto 1937, il film fu distribuito dalla United Artists.

### Date di uscita
IMDb
- USA	19 agosto 1937	 (New York City, New York)
- Danimarca	3 gennaio 1938
- Portogallo	31 gennaio 1938
- Finlandia	13 marzo 1938
- USA	7 agosto 1938

Alias
- Vogues of 1938	USA (titolo originale)
- All This and Glamour Too	(indefinito)
- Für Sie, Madame...	Austria
- Gia sas kyria	Grecia
- Manhattan Cocktail 	Danimarca
- Me naiset  	Finlandia
- Modella di lusso	Italia
- O Grito de 1938	Portogallo
- Vogues	USA (titolo TV)
- Walter Wanger's Vogues of 1938  	USA (titolo completo)